# Bound Brook
Bound Brook est un borough du Comté de Somerset, dans l'État du New Jersey, aux États-Unis. 

## Histoire
Les premiers habitants arrivent en 1681 et s'établissent près de la rivière Bound Brook, qui se jette dans la Raritan River, via le Green Brook à l'est de la ville. 
La bataille de Bound Brook, pendant la guerre d'indépendance des États-Unis, se déroule le 13 avril 1777 et voit la défaite de l'armée continentale. 
On y trouvait au début du XXe siècle une usine de tirage de copie de films de la société Pathé.